# Valentin Zubiaurre

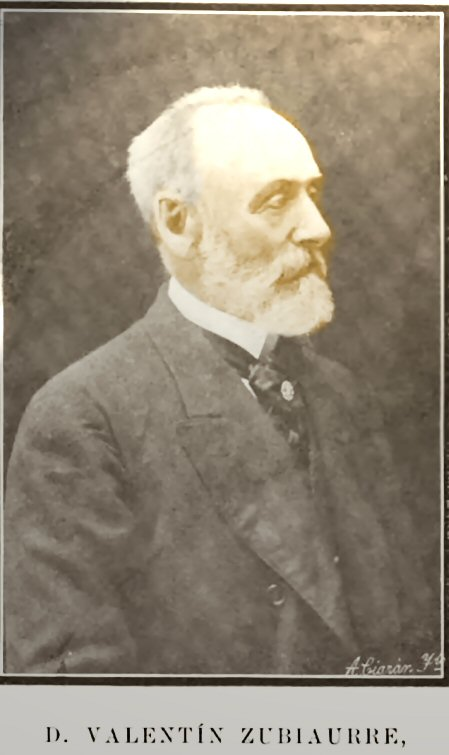

Valentin Zubiaurre Urionabarrenechea (13 tháng 2 năm 1837 – 13 tháng 1 năm 1914) là một nhà soạn nhạc người Tây Ban Nha. Ông từng là giáo sư tại Nhạc viện Hoàng gia Madrid và làm việc tại Nhà nguyện Hoàng gia.

## Cuộc đời
Zubiaurre sinh ra ở Garay, một thị trấn xứ Basque thuộc tỉnh Bizkaia vào ngày 13 tháng 2 năm 1837. Ông được trải nghiệm âm nhạc từ khi còn là một cậu bé trong dàn hợp xướng ở Bilbao Ông đến Nam Mỹ vào năm 1852, và dạy nhạc cho đến năm 1866, khi ông trở lại Tây Ban Nha. Vào năm 1869, ông đã giành chiến thắng trong Cuộc thi Âm nhạc Quốc gia cho vở opera mang tên Ferdinand Set.
Ông được chính quyền chú ý và nhận được học bổng của Học viện Mỹ thuật, ông cũng đã sang Pháp, Đức và Ý để học tập. Khi trở về, ông làm việc tại Nhà nguyện Hoàng gia, và trở thành chủ của nhà nguyện vào năm 1878. Tại đây, ông đã sáng tác nhạc tôn giáo và các khúc nhạc thử giọng cho các ứng cử viên. Cũng trong năm 1878, ông đã trở thành giáo sư tại Nhạc viện Madrid, nơi ông đã sáng tác Pieza De Cornetin con Accompanamiento De Piano para oposiciónes, một trong những sáng tác duy nhất của ông vẫn được sử dụng cho mục đích thi cử.

## Tác phẩm

### Bản nhạc độc tấu
- Pieza De Cornetin con Accompanamiento De Piano para oposiciónes
- Fantasy for horn with piano accompaniment
- Oboe solo with piano accompaniment

### Opera
- Luis de Camoes
- Ferdinand Set
- Leda

### Dành cho dàn nhạc
- Bản giao hưởng cung Mi trưởng (1870)

### Nhạc tôn giáo
- St. Matthew Passion
- 5 Masses
- Requiem
- Salve
- Stabat Mater
- Motets

### Piano
- 2 bản sonata